# Komme ditt rike, Fader vår
Komme ditt rike, Fader vår är en psalm, med text av Jonas Dahl och musik skriven 1959 av Waldemar Åhlén.

## Publicerad i
- Psalmer och Sånger 1987 som nr 572 under rubriken "Att leva av tro - Bönen".[1]